# Pałac w Sucharach
Pałac w Sucharach – była placówka pallotynów i sióstr pallotynek w Sucharach w województwie kujawsko-pomorskim. Odsprzedany osobom prywatnym w 2016 r. Obecnie (od końca kwietnia 2019) obiekt hotelowo-gastronomiczny.
Pałac powstał w 1906 roku w miejscu, w którym wcześniej znajdował się mały dwór. Budynek pobudowano na niewielkim zadrzewionym wzniesieniu. Obiekt posadowiony na kamiennym przyziemiu został wymurowany z cegły i otynkowany. Ostatnimi właścicielami pałacu była rodzina Gessertów, która zbankrutowała i opuściła Suchary. Pallotyni zakupili całość majątku po tej rodzinie we wrześniu 1920 roku od Urzędu Osadniczego w Poznaniu, do czego przyczynił się ówczesny prymas Polski, kard. Edmund Dalbor. Dwa miesiące później w pałacu, zwanym odtąd klasztorem pojawili się bracia zakonni. Już w latach 20. XX wieku rozpoczęto stopniową przebudowę pałacu w celu zapewnienia odpowiednich warunków bytowych jego mieszkańcom, np. salę balową przerobiono na kaplicę. W okresie powojennym, tj. w latach 1945-47, w klasztorze funkcjonował wspólny nowicjat kleryków i braci. W tym samym okresie funkcjonowało również Wyższe Seminarium Duchowne. 2 sierpnia 1936 w kaplicy domu przyjął święcenia kapłańskie męczennik II wojny światowej, bł. ks. Józef Jankowski. Od 1951 roku przez 40 lat klasztor zajmowały siostry pallotynki, które w 1991 roku przeniosły się do nowej siedziby w Gnieźnie. Od 1991 roku do 2015 roku pałac nie był już klasztorem, tylko prywatnym domem należącym do pallotynów i razem z parafią w Samsiecznie tworzył jedną wspólnotę parafialną. Pałac, jak i znajdująca się w nim kaplica nie były konsekrowane na budynek sakralny. W 2016 roku pallotyni sprzedali pałac razem z prawie ośmiohektarowym parkiem i trzema stawami osobom prywatnym. W pałacu powstał hotel ze SPA, stadniną, kortem tenisowym i ekskluzywną restauracją.
Na skraju parku ze środków nabywców w ciągu 7 miesięcy wybudowany został mały kościółek, który w dniu 30 października 2016 poświęcił biskup bydgoski Jan Tyrawa i nadał mu wezwanie bł. Józefa Jankowskiego.